# 輪軸 (鉄道車両)

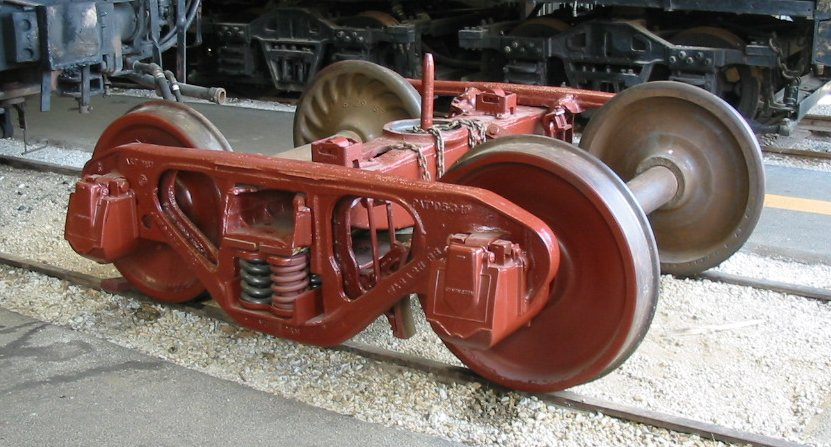
北米の貨車用台車（ベッテンドルフ式）に組み込まれた2つの輪軸。イリノイ鉄道博物館。

輪軸（りんじく）とは、車輪と車軸を組み立てたものを指す言葉で、この記事では鉄道車両において使用される輪軸について説明する。

## 構造

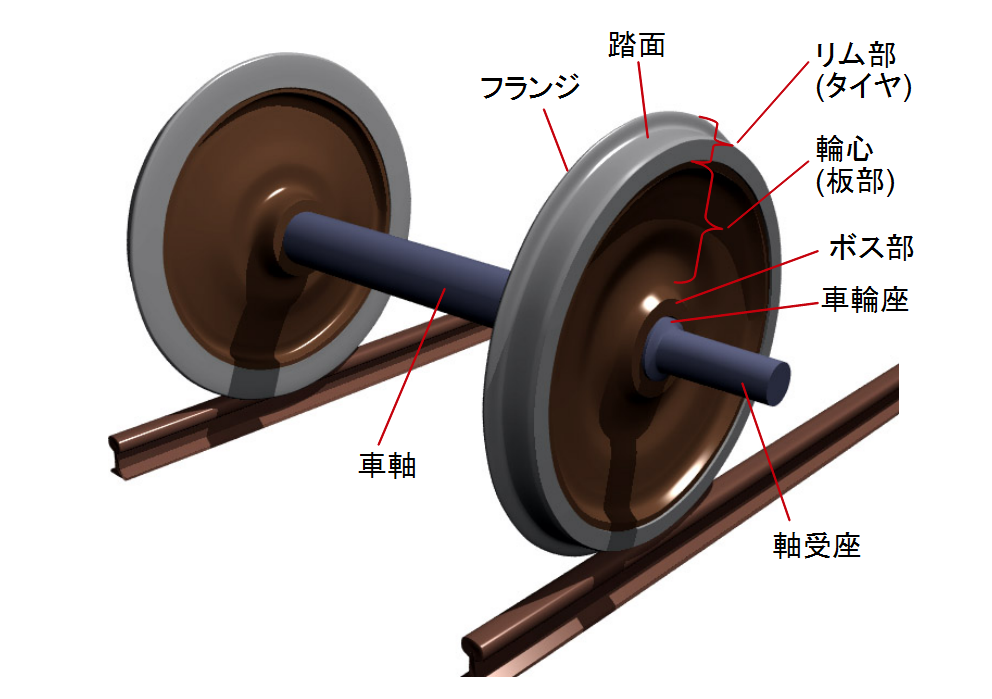
輪軸各部分の名称

鉄道車両では、輪軸は台車内に収められ、軸受けを介して車両を支える。日本国内での一般的な2軸ボギー台車を2台装着するボギー車では1車両当たりの輪軸本数は4本となり、日本では最近まで貨車に多く使われていた二軸車では輪軸本数は2本となる。
鉄道以外の多くの車両では左右の両輪が独立に回転するが、鉄道車両の車輪は大重量がかかり高速で運転されることから強度の点で大抵車軸に固定されて、両輪が一体となって回転する。ただし、少数であるがタルゴのように急曲線を通過する車両や、超低床の路面電車（広島電鉄5100形電車など）などでは左右が独立している事例もある。
道路を走行する車両は左右輪が車軸に固定されると、曲線の走行が非常に困難になるが、鉄道車両では、車輪の踏面（レールと接する面）に勾配を持たせることにより、自然とカーブに沿って曲がるようにされている。また、脱線防止のため、レールの内側に入り込むように車輪の外周にフランジが設けられる。

## 車輪

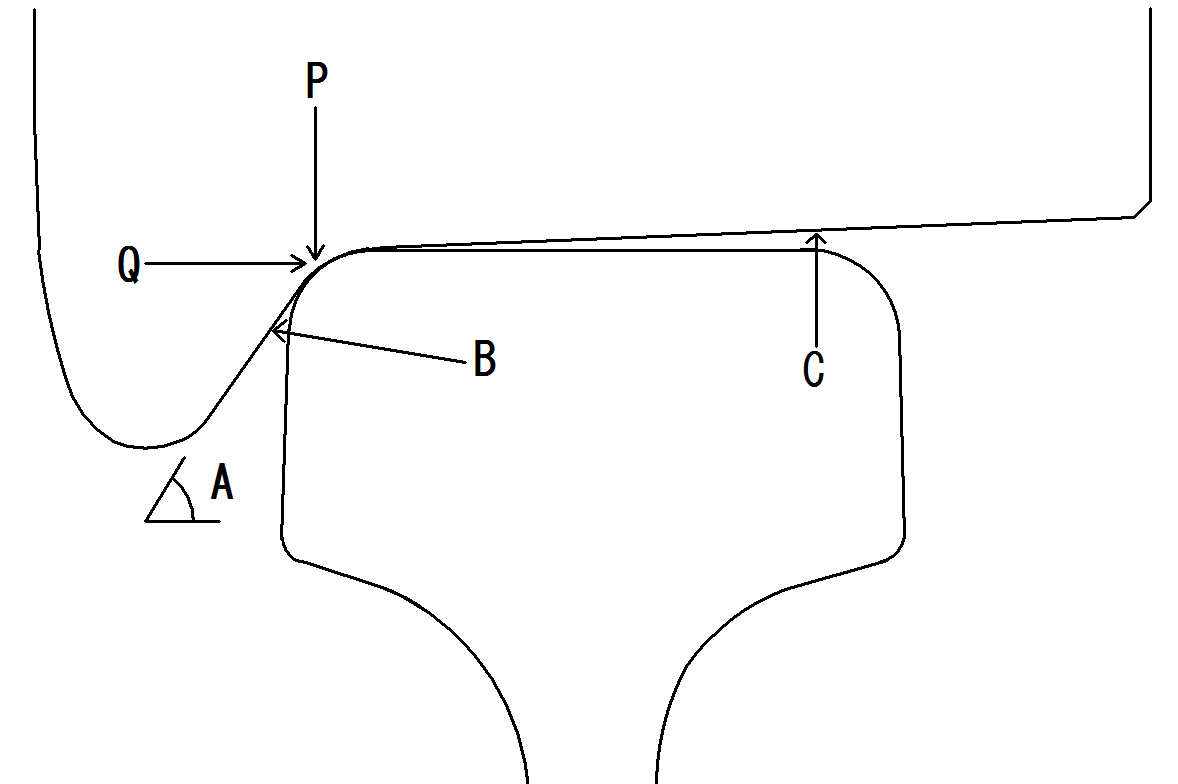
曲線において外側レールと外側車輪のフランジが接触している状態の図。
Aフランジ角度、Bフランジ、C踏面、P輪重、Q横圧。

車輪は、車両を支えてレール上を移動する役割を持っている。鉄製であることが特徴で、長所としては、ゴムタイヤと比較してより大きな荷重を受け止められる点、鉄製レールとの組み合わせにより回転抵抗が小さい点などが挙げられる。短所としては、レールと車輪がお互い鉄製であるため摩擦係数が小さく、滑りやすく空転を起こしやすい点などがある。このため急勾配を走行することができない。日本国内では箱根登山鉄道の勾配80 ‰（8 %）が最大となっている。また、車輪がレールの上を安全かつ円滑に案内されて走行するためには、レールと接触する車輪の輪郭（タイヤコンタ）が重要になり、必要な条件として次のことが挙げられる。
- 脱線に対する安全性が高い。
- 走行の安全性が優れている。
- 内側と外側で車輪の移動距離が異なる曲線（半径が軌間差だけ異なる）を円滑に通過できる。
- レールとの接触応力が小さく、レールと車輪の損傷が少ない。
- レールとの走行抵抗が少なく、車輪を削正するまでの期間が長く削正時のムダが少ない。

右の図は、曲線において外側レールと外側車輪のフランジが接触している状態を表したものである。レールはフランジと踏面との間で接触しており、走行中では、垂直方向からの輪重Pと水平方向からの横圧Qが掛かっている。フランジの踏面側と水平線との角度をフランジ角度と言い、タイヤコンタでのフランジ角度の基本的な角度は59度である。脱線に対する安全性を高めるため、フランジ角度を大きくした場合、横圧が大きくても脱線が難くなるが、車輪の磨耗時に削正する場合において削正量が多くなり、レールとの接触圧力を小さくために接触面積を大きくすると、車輪の磨耗量が増えてしまう。そのため、理想的なタイヤコンタを見つけることは困難であり、特に横圧が大きくなると、フランジがレールを乗り越えてしまい、滑り上がり脱線や乗り上がり脱線が起きる。また、新幹線では高速走行時での脱線防止を優先するため、フランジ角度を大きくしている。貨車では、脱線防止を優先しながら、蛇行動対策や摩耗防止などを考慮して、フランジ角度を大きくし、フランジ高さを可能なかぎり高くしたN踏面コンタが採用されている。
車輪の走行による摩耗においては、フランジ部と踏面の内側が主に摩耗する。特にフランジ部は、曲線レールと接触するため摩耗が多く、摩耗を減らすためにフランジ部に焼き入れを行って硬度を高めたり、電気機関車の最前位や最後位の車輪には走行に応じて自動的に油が塗布されるフランジ自動塗油器が装備されている。また、摩耗によりタイヤコンタが、当初の基本形状から変形して円滑な走行を阻害するため、磨耗量に応じて専用の機械により削正されて基本形状に戻している。また、車輪自体の減耗は、走行による摩耗による減耗よりも、削正による減耗の方が量が多く、フランジ角度が大きいほど多くなる。

### 車輪の種類

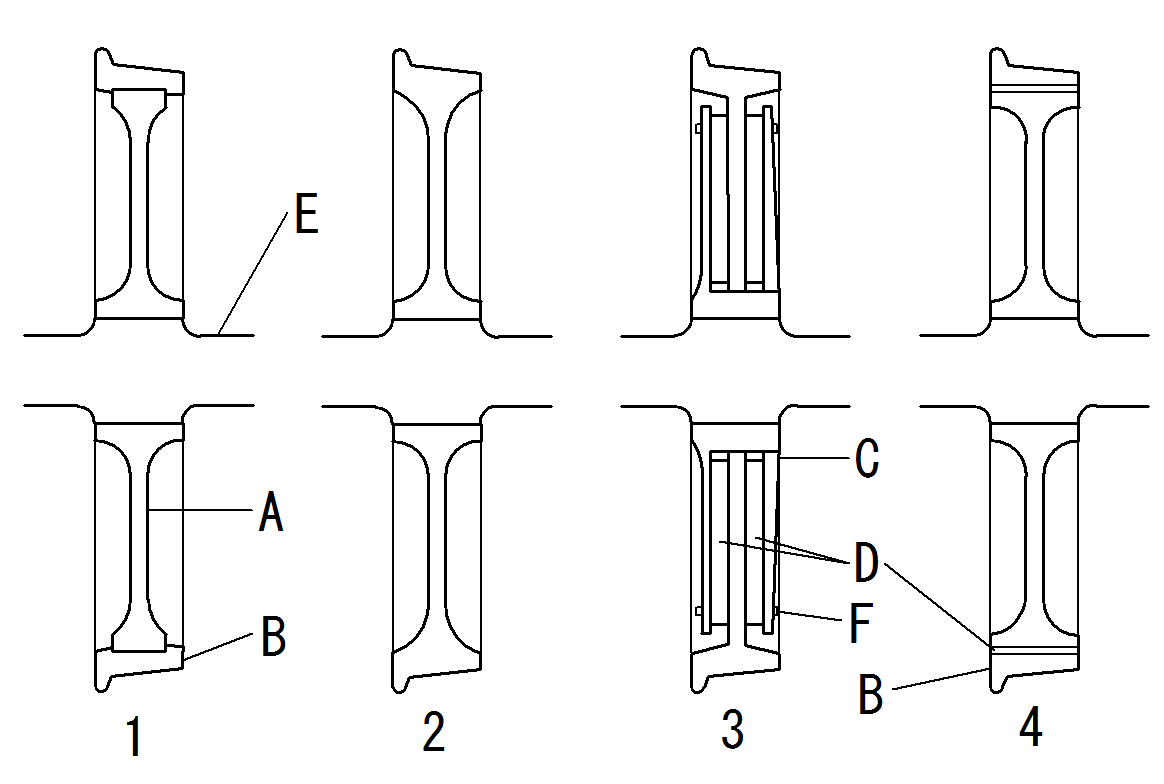
車輪の種類の断面のモデル図。
1タイヤ付車輪、2一体圧延車輪、3弾性車輪、 4軽量車輪、Ａ輪心、Bタイヤ、C押さえ金、D防振ゴム、E車軸、F押さえボルト。

#### タイヤ付車輪
一体車輪におけるリム部がタイヤと呼ばれる別部品となっている車輪。タイヤは輪心に焼きばめされて取り付けられる。摩耗限度に達した場合、タイヤだけを取り換えることができる長所がある。一方、焼きばめ部分が弛緩、損傷する可能性がある。

#### 一体圧延車輪
車輪全体が一体化して作られた車輪。車輪は金属を圧延機で引き延ばして作られる。現在日本国内で使用されている車輪のほとんどが、この一体圧延車輪となっている。以下に形状による日本国内での分類を示す。
A形車輪ボス部がリム部により内側に位置し、板部が踏面に対して垂直に立つ格好となるため、強度上有利な構造となっている。特に制限がない限りこの形状が使用されている。
B形車輪ボス部がリム部により外側に位置し、車輪の内側のスペースを広く取れ、駆動装置などを配置しやすくなる。狭軌用の動軸で採用されることが多い。
C形車輪板部が真直ぐとなっている車輪。車輪の板部の両側にブレーキディスクを取り付けるために採用される形状。
A形波打車輪A形車輪の板部を波打ったような形状にした車輪。波打った形状にすることで剛性を増して、その分板厚を薄くして軽量化が可能となる。
B形波打車輪波打車輪のB形版。

#### 弾性車輪
車輪をタイヤと輪心に分割して、両者の間に防振ゴムを挟み込み、押さえボルトと押さえ金で押さえ込み固定する構造を持つ車輪で、防振と騒音低減が主目的である。明治期の鉄道初期時代のマッチ箱客車の車輪にはホイールとタイヤの間に樫材を入れて騒音低減をはかっていた。しかし経年変化による樫材の劣化によりタイヤに緩みが出るため、このような構造を持つ車輪は一旦は使用されなくなった。その後、防音の効果が非常に大きいのみならず、防振の面からもPCCカーを中心とする路面電車で賞揚され、1950年代以降に日本でも和製PCCカーや無音電車と呼ばれるPCCカーの技術を取り入れた車両を中心に、一部の路面電車で導入された。日本の一般向け鉄道車両では名古屋市交通局で採用されたほか、1980年代中盤に広島電鉄がドイツ流のゴムブッシュ圧入式弾性車輪を使用する70形(GT-8)をドルトムント市から輸入している。1998年に、ドイツ高速鉄道ICEにて、弾性車輪を採用した車両が走行中に車輪が破断して、多数の死者を出す事故を起こした。事故の直接的な原因は弾性車輪のタイヤが疲労破壊を起こしたことであった。これ以降ICE（第一世代）では弾性車輪の採用を取り止めて、すでに第二世代用として採用されていた一体車輪に統一している。詳細はエシェデ鉄道事故を参照のこと。

#### 軽量車輪
輪心をアルミ合金で作り、タイヤと輪心の間に防振ゴムを挟んだ車輪。車輪の軽量化と防振を目的としている。

#### 防音車輪
車輪の曲線通過時に発生するスキール音を軽減するため、減衰を付与するためリングをリム内周部に装着した車輪。急曲線が多く騒音が大きくなりがちな地下鉄車両を中心に使用されている。

### 車輪踏面
鉄道車両用車輪のレールと接触する部分を踏面と呼ぶ。踏面は円錐形のような形をしており、カーブにおいて輪軸の舵を取る効果を有する。カーブにさしかかると遠心力により外周側に輪軸が向かい、車輪の径がより大きな部分がレールに乗る。内周側では逆に、車輪の径がより小さな部分がレールに乗る。このことで外周側がより大きな距離を進むことになり、カーブを曲がることになる。この動作は、輪軸を単独でレール上を転がしたときでも起こり、自己操舵機能という。したがって、フランジは極端に急なカーブなど場合のみ働く。しかし、この自己操舵機能は直線路において左右に繰り返し運動を引き起こす原因にもなる。この点についての詳細は蛇行動を参照。

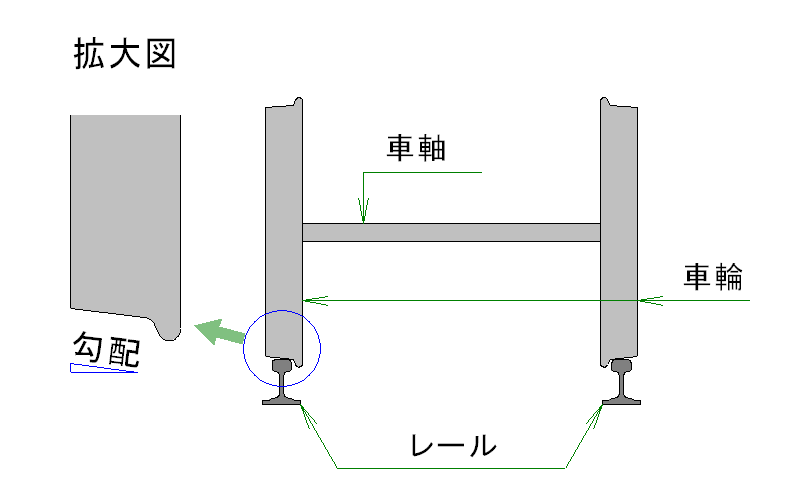
輪軸の構造と車輪の踏面勾配

#### 踏面形状の種類
踏面の形状は鉄道車両の用途、国、地域、鉄道事業者などによって様々である。踏面形状はいくつかの直線、曲線が組み合わされた形をしているので一概には言えないが、主に以下の種類がある。
円錐踏面レールと接する主な部分が直線(円錐)となる形状。国内では、在来線は10分の1から20分の1の傾斜の円錐形状が広く使用されているが、新幹線は40分の1の傾斜の円錐形状を使用して直進安定性を向上させており、新幹線0系と新幹線200系で使用されていた。
円弧踏面レールと接する主な部分が円弧となっている形状。円弧形にすることで、フランジに近い部分の車輪径を大きく、フランジから離れた部分の車輪径を小さくして、曲線通過性能と蛇行動の防止を両立できるようにしている。円錐踏面と比べて磨耗が少なく、国内では、在来線は踏面半径500mmの円弧形状が使用されているが、新幹線は踏面半径1000mmの円弧形状を使用しており、新幹線100系以降の新幹線電車に使用されている。

## 車軸
車軸は、左右一組の車輪を繋ぐ軸で、左右の車輪を同時に回転させる。車輪とは圧入により組み立てられるのが一般的である。超低床LRVなどでは、低床化のために左右の車輪を繋ぐような車軸のない独立車輪と呼ばれる形式を採用している。

### 車軸の種類
ここでは中実か中空か、または、動力伝達の有無で分別する。
中実車軸車軸の材料が中まで詰まった車軸。丸棒状の一般的な車軸で、下記の中空車軸と対比するときにこのように呼ばれる。
中空車軸パイプのように軸の長手方向の中心に穴が開いている車軸。長い円筒のような形状となる。主な目的はバネ下重量の軽量化で、日本の新幹線車両など高速鉄道車両で採用されている。機械加工による中ぐりで穴を開ける場合は中ぐり車軸とも呼ばれる。
動軸車両の主電動機やエンジンの動力をレールへ伝える輪軸に使われる車軸。減速歯車とその歯車箱の座を備えている。発電ブレーキ/回生ブレーキやエンジンブレーキ/排気ブレーキ/リターダを使用する際はバックトルクを伝える。
従軸動力伝達に使われない付随車用の車軸。ブレーキディスクが車軸に取り付く場合は、ディスク用の座を備える。

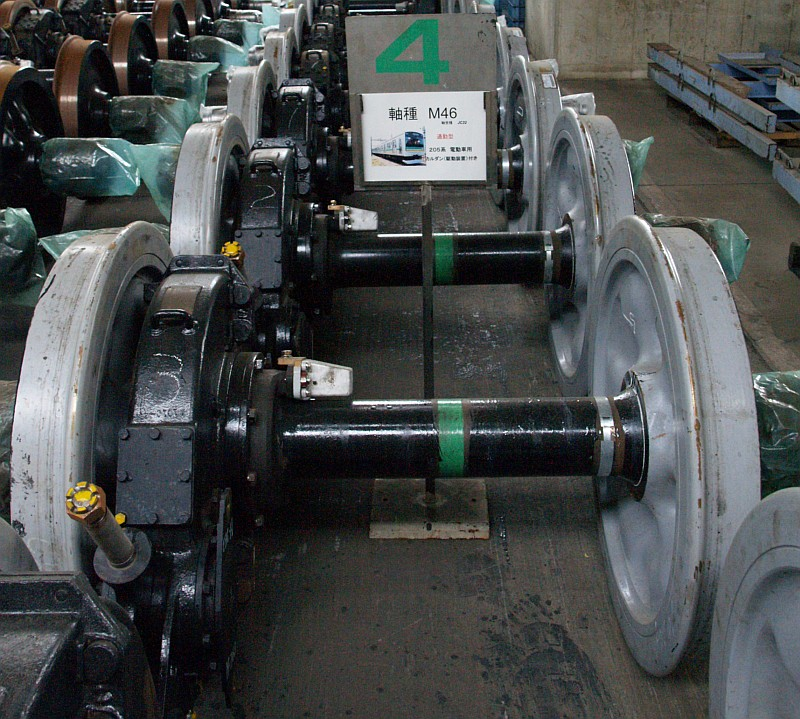
歯車箱付の動軸。205系電車用
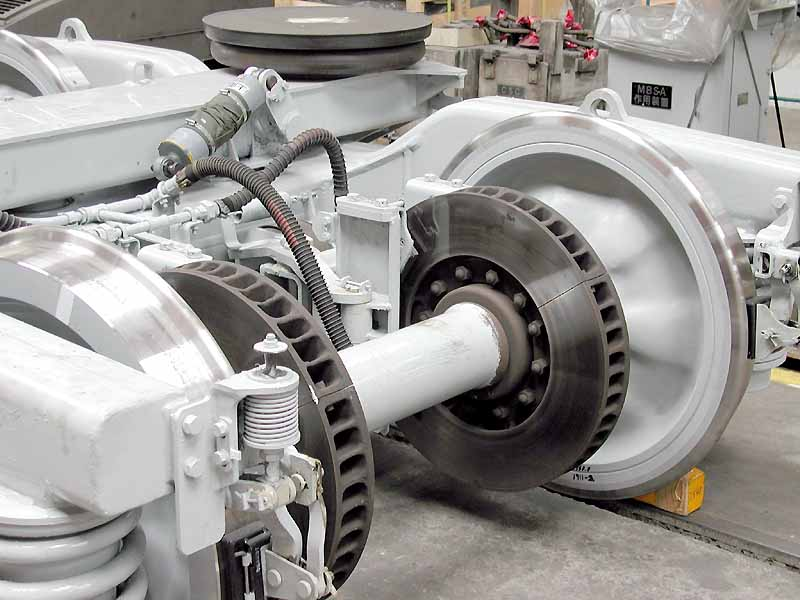
ディスクブレーキ付の従軸。京急TH1500T台車用

## 輪軸製造メーカー
- 日本製鉄 (旧住友金属工業、日本国内の鉄道車両向けとしてはほぼ全ての車輪・車軸を製作している[9])
- Lucchini
- Bonatrans
- CAF
- 馬鞍山鋼鉄